# Ngu Hỉ
Ngu Hỉ (虞喜; đỉnh cao sự nghiệp: 307–345), tên chữ là Trọng Ninh (仲 寧), là một nhà thiên văn học và nhà văn đời nhà Tấn (266–420) của Trung Quốc. Ông được biết đến nhiều nhất nhờ phát hiện ra hiện tượng tuế sai của điểm phân, hoàn toàn độc lập với phát hiện tương tự của nhà thiên văn Hy Lạp cổ đại Hipparchus diễn ra trước đó. Ông cũng đề xuất rằng Trái đất có thể có hình cầu thay vì phẳng và hình vuông, rất lâu trước khi quan niệm này được chấp nhận rộng rãi trong giới khoa học Trung Hoa nhờ những chuyến du hành vòng quanh thế giới bằng đường hàng hải của người châu Âu từ thế kỷ 16 đến thế kỷ 20, đặc biệt là lần ghé thăm triều đình ở kinh đô Bắc Kinh vào thế kỷ 17.

## Thân thế và sự nghiệp quan trường
Cuộc đời và sự nghiệp của Ngu Hỉ được kể lại ở phần tiểu sử của ông trong Tấn Thư, sách chính sử của triều Tấn. Ông sinh ra ở Cối Kê (ngày nay là Thiệu Hưng, tỉnh Chiết Giang, Trung Quốc). Cha của ông, Ngu Sát (虞 察), là một chỉ huy quân sự và em trai của ông là Ngu Dự (虞 預; năm 307–329), cũng là một học giả và nhà văn. Suốt triều Tấn Mẫn Đế (r. 313-317) ông đảm nhiệm một chức vụ thấp dưới quyền của trưởng quận Cối Kê. Sau đó, ông đã từ chối một loạt tiến cử và thăng chức, bao gồm cả vị trí giảng dạy tại trường Thái học vào năm 325, lần bổ nhiệm vào triều đình vào năm 333, và chức vụ tán kị thường thị vào năm 335.

## Tác phẩm
Vào năm 336, Ngu Hỉ viết tác phẩm An Thiên Luận (安 天 論). Trong đó, ông mô tả hiện tượng tuế sai của các điểm phân (tức là tuế sai trục). Ông quan sát thấy vị trí của Mặt Trời ngày đông chí trong thời gian năm mươi năm đã lệch đi một độ so với vị trí của các ngôi sao. Đây cũng là điều nhà thiên văn Hy Lạp cổ đại Hipparchus (khoảng 190–120 TCN) khám ra trước đó. Hipparchus phát hiện ra rằng kết quả đo đạc chuyển động của Mặt Trời trên đường Hoàng đạo so với điểm xuân phân, hay vị trí tương đối của Mặt Trời so với các vì sao, không bằng nhau.
Ngu Hỉ đã viết một bài phân tích thuyết bầu trời hỗn thiên (渾天), trong đó cho rằng các tầng trời xung quanh Trái Đất là vô tận và bất động. Ông đề xuất ý tưởng rằng rằng hình dạng của Trái Đất hoặc là hình vuông hoặc là hình tròn, nhưng phải tương ứng với hình dạng của các tầng trời bao quanh nó. Thuyết hỗn thiên, từng được đề cập bởi nhà thiên văn học thời Tây Hán Lạc Hạ Hoành (140–104 TCN) và được mô tả đầy đủ bởi nhà bác học, chính khách thời Đông Hán Trương Hành (78–139), khẳng định rằng các tầng trời là hình cầu và Trái đất giống như một lòng đỏ trứng ở trung tâm của nó. Ý tưởng của Ngu Hỉ về sự vô hạn của không gian bên ngoài dường như lặp lại ý tưởng của Trương Hành về không gian vô tận,  thậm chí cả bên ngoài thiên cầu.
Mặc dù khoa học chính thống của Trung Quốc trước khi chịu ảnh hưởng của châu Âu vào thế kỷ 17 phỏng đoán rằng Trái Đất phẳng và hình vuông, nhưng vẫn có một số học giả, chẳng hạn như nhà toán học thời Tống, Lý Dã (李冶, 1192–1279), đưa ra ý tưởng rằng nó có hình cầu giống như các tầng trời. Việc chấp nhận một Trái Đất hình cầu có thể được thấy trong chuyên luận địa lý và thiên văn Cách Trí Thảo (格致草) được viết vào năm 1648 bởi Hùng Minh Ngộ (熊 明 遇). Chuyên luận này bác bỏ lý thuyết Trái Đất vuông và, với ảnh hưởng rõ ràng của châu Âu, giải thích rằng các con tàu có khả năng đi vòng quanh địa cầu. Tuy nhiên, chuyên luận lại giải thích quan niệm này bằng cách sử dụng các cụm từ cổ điển của Trung Quốc, chẳng hạn như Trái Đất tròn như một viên đạn nỏ, cụm từ mà Trương Hành trước đây đã sử dụng để mô tả hình dạng của cả Mặt Trời và Mặt Trăng.
Tuy nhiên, cuối cùng, chính các nhà truyền giáo Dòng Tên châu Âu ở Trung Quốc vào thế kỷ 17 đã bác bỏ lý thuyết về Trái Đất phẳng của người Trung Quốc, thuyết phục người Trung Quốc áp dụng thuyết Trái Đất hình cầu được khởi xướng bởi các nhà khoa học Hy Lạp cổ đại Anaxagoras (khoảng 500–428 TCN), Philolaus. (khoảng 470–385), Aristotle (384–322 TCN), và Eratosthenes (khoảng 276–195 trước Công nguyên).
Ngu Hỉ còn được biết đến với những bình luận về các tác phẩm kinh điển của Trung Quốc. Các bình luận và ghi chép của ông hầu hết đã bị thất lạc trước thời nhà Đường, nhưng các phân đoạn được trích trong các văn bản khác đã được học giả Mã Quốc Hàn (馬國翰, 1794–1857) thời nhà Thanh thu thập trong một bản tóm tắt.

## Trích dẫn
1. 1 2 3 4 5  Knechtges and Chang (2014), p. 2010.
2. ↑  Knechtges and Chang (2014), p. 2009.
3. ↑  The first English rendering is given by Needham and Ling (1995), p. 220, whereas the second translated title is provided by Knechtges and Chang (2014),
 p. 2010.
4. 1 2 3 4  Needham and Ling (1995), p. 220.
5. 1 2  Sun (2017), p. 120.
6. ↑  Needham and Ling (1995), pp. 216–217.
7. ↑  Needham and Ling (1995), pp. 498–499.
8. 1 2  Needham and Ling (1995), p. 499.
9. ↑  Needham and Ling (1995), pp. 227, 499.
10. ↑  Cullen (1993), pp. 269–270; see also Song and Chen (1996), p. 308.